# Estadio Dinamo (Sujumi)
El Estadio Dinamo es un estadio de fútbol ubicado en Sujumi, capital de Abjasia, Georgia. El estadio tiene capacidad para 4.300 espectadores.
Fue inaugurado en 2015 y alberga los partidos de local del Dinamo Sukhumi, y de la selección nacional de Abjasia.